# 長壽寺 (鎌倉市)
長壽寺（ちょうじゅじ）是一座位于日本神奈川縣鎌倉市的臨濟宗建長寺派寺院。山號「寶龜山」（ほうきさん）。本尊觀音菩薩、開基（創立者）為足利基氏、開山（初代住持）為古先印元。傳說是鎌倉公方足利基氏為父足利尊氏弔菩提所建立。

## 外部連結
- 官方网站（页面存档备份，存于）